# Tell es-Sweyhat
Tell es-Sweyhat è il nome di un grande sito archeologico sul fiume Eufrate, nel nord della Siria. Si trova nel Governatorato di Raqqa a circa 95 km a nord-est di Aleppo e 60 km a sud di Carchemis. Tell es-Sweyhat viene identificato con l'antica Burman nel paese di Sugurum durante l'antica età del bronzo. 
Giusto di fronte alla collina di Sweyhat, sull'altra sponfa del fiume, si trovano i siti di Tell Hadidi (l'antica Azu) dell'età del bronzo e Djebel Aruda, del periodo di Uruk. Tell Hajji Ibrahim è un altro importante sito del periodo di Uruk nella zona.

## Storia
L'abitato di Tell es-Sweyhat risale al 3100-1900 a.C., alla antica età del bronzo e all'inizio della media età del bronzo. Probabilmente il sito era occupato sin dal al calcolitico. Il sito si estende per circa 45 ettari ed è costituito da un'altura (tell) centrale alto 15 m che domina la pianura circostante e da un tumulo basso molto esteso e circondato dai resti di un bastione rettangolare fatto di terra. Il sito si trova in una zona relativamente arida della Mesopotamia, ma nell'antichità era una città prospera. La città viveva grazie alle sue risorse agricole, che le hanno permsso di resistere all'evento climatico 4,2 ka BP, quando molti siti mesopotamici sono stati abbandonati verso il 2200 a.C. Il sito fu rioccupato anche durante il periodo ellenistico, fino all'epoca pre-islamica.
La rioccupazione è avvenuta nel III secolo a.C., dopo che il sito era stato abbandonato nel II millennio. Dopo il periodo ellenistico, ricco di ceramiche, Tell es-Sweyhat ha visto un'occupazione dei parto-romani fra i I e il IV secolo, essenzialmente nell'area meridionale del tell.

## Scavi archeologici
Il sito di Tell es-Sweyhat è meglio conosciuto per le sue fortificazioni intatte, databili fra la metà e la fine del III millennio a.C., e per il suo tempio della fine del III millennio, situato sulla sommità del tumulo centrale. Nel 1993, gli scavi hanno messo in luce un grande cimitero di tombe a pozzo e camera sul tumulo basso risalenti alla metà del III millennio a.C. Sweyhat è un classico esempio di Kranzhugel (tedesco: "tumulo della corona") — una forma di tumulo tipica dell'età del bronzo nella Mesopotamia nordoccidentale, costituita da un alto monticello circondato da un tumulo inferiore ad anello.
Tell es-Sweyhat è stato scavato da Thomas Holland per conto dell'Ashmolean Museum dell'Università di Oxford nel 1973-75. Questi scavi facevano parte del programma di protezione legato alla creazione della dige di Tabqa, avviato per salvare i siti minacciati dalla formazione del lago Assad che costituisce il bacino idroelettrico per la diga sul fiume Eufrate situata vicino alla città di Tabqa. Gli scavi sono stati ripresi da Holland dell'Istituto orientale dell'Università di Chicago e da Richard L. Zettler del Museo di archeologia e antropologia dell'Università della Pennsylvania nel 1989, in una situazione meno sottoposta all'urgenza. Questo progetto congiunto ha portato avanti campagne di scavo nel 1989 e nel 1991. L'Istituto orientale è tornato di nuovo a Tell es-Sweyhat nel 1992 per poi interrompere le operazioni. Zettler ha seguito campagne di scavo per l'Università di Pennsylvania nel 1993, 1995, 1998, 2000, 2001, 2005 e 2007. Il progetto, conclusosi nel 2010, è stato diretto da Michael D. Danti del Dipartimento di Archeologia dell'Università di Boston. Tra i vari ritrovamenti, tre tombe della prima età del bronzo, una delle quali non era stata depredata dai tombaroli.